# Kanton Boissy-Saint-Léger
Der Kanton Boissy-Saint-Léger war von 1801 bis 2015 ein französischer Wahlkreis im Arrondissement Créteil, im Département Val-de-Marne und in der Region Île-de-France; sein Hauptort war Boissy-Saint-Léger.

## Gemeinden
Der Kanton bestand aus zwei Gemeinden:
| Gemeinde           | Einwohner Jahr | Fläche km² | Bevölkerungsdichte | Code INSEE | Postleitzahl |
| ------------------ | -------------- | ---------- | ------------------ | ---------- | ------------ |
| Boissy-Saint-Léger | 16.399 (2013)  | 8,94       | 1834 Einw./km²     | 94004      | 94470        |
| Limeil-Brévannes   | 22.816 (2013)  | 6,93       | 3292 Einw./km²     | 94044      | 94450        |